# Міллстоун Тауншип (округ Елк, Пенсільванія)
Міллстоун Тауншип (англ. Millstone Township) — селище (англ. township) в США, в окрузі Елк штату Пенсільванія. Населення — 95 осіб (2020).

## Демографія
Згідно з переписом 2010 року, у селищі мешкали 82 особи в 42 домогосподарствах у складі 26 родин. Було 237 помешкань
Расовий склад населення:
| - 100,0 % — білих |

До двох чи більше рас належало 0,0 %. Частка іспаномовних становила 0,0 % від усіх жителів.
За віковим діапазоном населення розподілялося таким чином: 12,2 % — особи молодші 18 років, 50,0 % — особи у віці 18—64 років, 37,8 % — особи у віці 65 років та старші. Медіана віку мешканця становила 55,5 року. На 100 осіб жіночої статі у селищі припадало 115,8 чоловіків;  на 100 жінок у віці від 18 років та старших — 125,0 чоловіків також старших 18 років.
Середній дохід на одне домашнє господарство  становив 47 353 долари США (медіана — 38 750), а середній дохід на одну сім'ю — 47 981 долар (медіана — 36 000). За межею бідності перебувало 5,0 % осіб, у тому числі 0,0 % дітей у віці до 18 років та 0,0 % осіб у віці 65 років та старших.
Цивільне працевлаштоване населення становило 20 осіб. Основні галузі зайнятості: мистецтво, розваги та відпочинок — 25,0 %, освіта, охорона здоров'я та соціальна допомога — 25,0 %, виробництво — 15,0 %, фінанси, страхування та нерухомість — 10,0 %.